# Ocotea vegrandis
Ocotea vegrandis är en lagerväxtart som beskrevs av P.L.R.Moraes & van der Werff. Ocotea vegrandis ingår i släktet Ocotea och familjen lagerväxter. Inga underarter finns listade i Catalogue of Life.